# Dicheniotes katonae
Dicheniotes katonae är en tvåvingeart som först beskrevs av Mario Bezzi 1924.  Dicheniotes katonae ingår i släktet Dicheniotes och familjen borrflugor. Inga underarter finns listade i Catalogue of Life.